# Sam Rivers
Samuel Robert Rivers (Jacksonville, Florida; 2 de septiembre de 1977) más conocido como Sam Rivers, es un músico estadounidense, conocido por ser el fundador y bajista de la banda de nu metal Limp Bizkit.

## Biografía
Sam Rivers en su infancia era un skater, empezó a tocar el bajo a los doce años de edad. 
Solía tocar blues junto a su primo John Otto en la batería, más tarde conoce a Fred Durst cuando trabajaban en la cadena de comida rápida Chick-fil-A en Jacksonville. 
Rápidamente les unió una buena amistad ya que tenían en común gustos similares en la música y ambos eran skaters. 
Probaron juntos algunas sesiones de música y formaron, junto a otros miembros, una banda local llamada Malachi Sage. No funcionó demasiado bien y reclutaron a John Otto, primo de Rivers, para formar Limp Bizkit y más tarde Rob Waters en la guitarra quien fue remplazado por Wes Borland y el último miembro de la banda en unirse fue DJ Lethal.
Su primer éxito fue Three Dollar Bill, Y'all$ lanzado en 1997 con ayuda de Korn y de Ross Robinson en la producción del álbum que tuvo éxitos como "Counterfeit" y su versión de "Faith".
Su segundo disco fue Significant Other vendiendo 600.000 copias en la primera semana una gran cifra para la banda de Jacksonville que tuvo hits como "Nookie", "Break Stuff", "Re-Arranged" y N 2 Gether Now.
Chocolate Starfish and the Hotdog Flavored Water es el tercer álbum de estudio de Limp Bizkit. 
Se grabó en varias locaciones: Larabee Studios East y Westlake Audio, Los Ángeles, California; Larabee Studios West, West Hollywood, California; Studio Litho, Seattle, Washington y, finalmente, en South Beach Studio, Miami, Florida. 
La producción también se realizó de manera conjunta por Josh Abraham, Swizz Beatz, Terry Date, Fred Durst, DJ Lethal y Scott Weiland. Interscope Records vuelve a firmar el nuevo trabajo de Limp Bizkit. 
Debutó en el número uno del Billboard 200, vendiendo más de un millón de copias en su primera semana a la venta, récord que solamente había sido logrado antes por The Beatles.
Mientras la banda se encontraba en un receso, Rivers produjo a bandas locales en Jacksonville.
En junio de 2011 lanzaron el último álbum de Limp Bizkit, Gold Cobra.

## Curiosidades
- John Otto, baterista original de Limp Bizkit, es primo de Rivers.
- Sam Rivers es el miembro más joven de la banda. Cuando grabaron Three Dollar Bill, Yall$, Rivers contaba con apenas 19 años.
- Sus grandes influencias en la música han sido Black Sabbath y Megadeth.
- Fue elegido en 2000 Mejor Bajista del Mundo en los premios Gibson, marca de guitarras y bajos que Rivers utilizaba. Ahora usa bajos de la marca alemana warwick basses.
- Ha colaborado en algunas canciones con Marilyn Manson y con Black Light Burns, banda de Wes Borland.

- Datos: Q44841
- Multimedia: Sam Rivers (bassist) / Q44841